# 空軍防空砲兵指揮部
空軍防空砲兵指揮部，(簡稱防空部、防砲)，是中華民國空軍的防空砲兵部隊，隸屬國防部空軍司令部，主要任務為擔任空軍基地、雷達站等重要目標之防護，下轄1個作戰管制中心、2個防空砲兵群、1個綜合保修廠、4個三五砲營、2個車載劍一飛彈營。已於2017年9月1日與空軍防空飛彈指揮部合併升格為「空軍防空暨飛彈指揮部」。

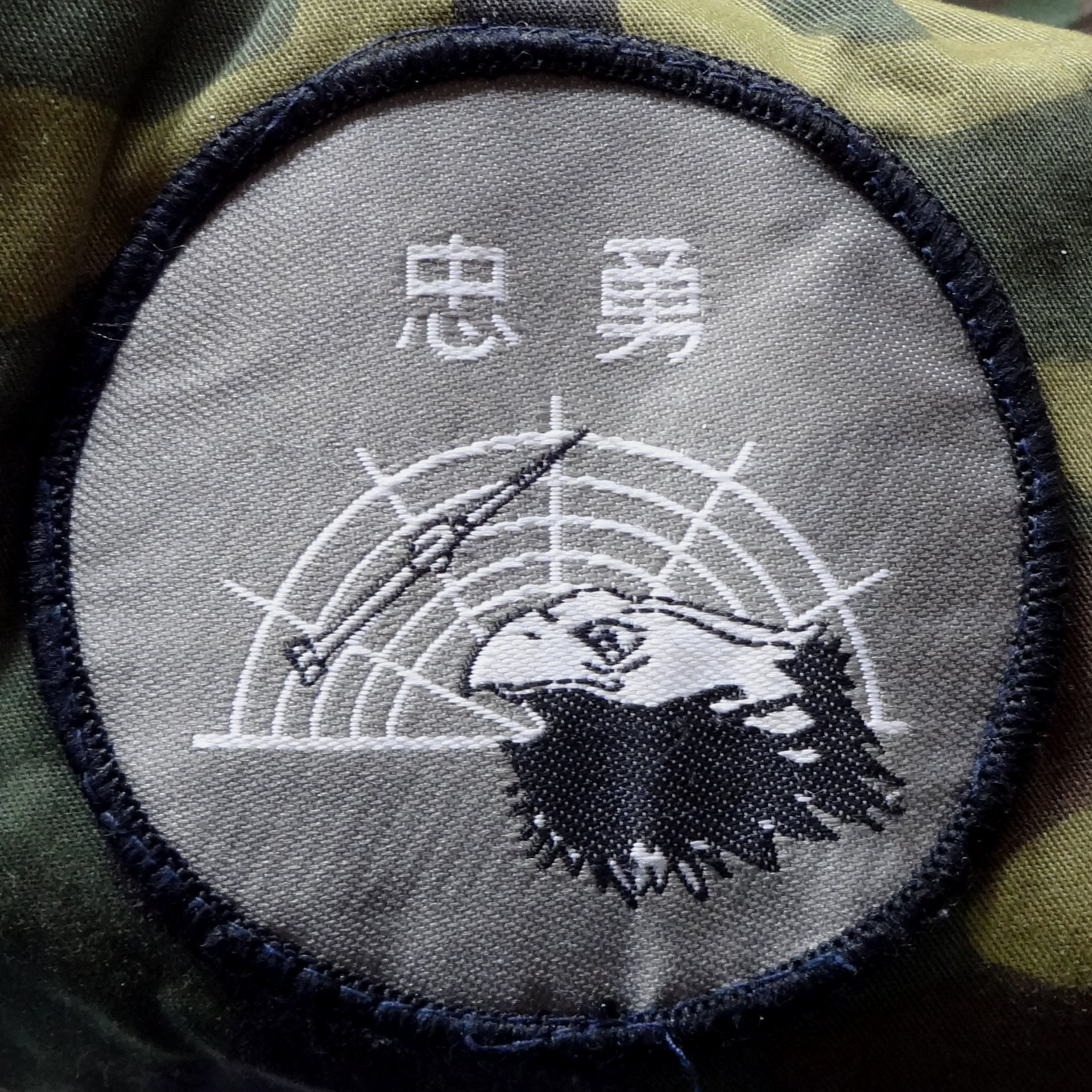
空軍防空砲兵指揮部臂章

## 編制
- 空軍防空砲兵指揮部[1]
指揮官 一位 少將
副指揮官 一位 上校
參謀長 一位 上校
  - 空軍防空砲兵作戰管制中心
    - 空軍防空砲兵第一四一群[2]
      - 第302、303、501營

    - 空軍防空砲兵第一四二群[3]
      - 第301、304、502營

    - 綜合保修廠

## 沿革
- 1933年於中國杭州梅東高橋籌設「高射砲班」。 [1]
- 1934年1月1日，高射砲班與人民防空訓練班合併於杭州筧橋成立「防空學校」[4]。
- 1937年至1944年，擴大整編4個戰區高射砲兵指揮部、9個高射砲兵團、1個照測總隊及1個測射雷達大隊，所有部隊隸屬防空學校。
- 1945年至1946年，高射砲兵指揮部裁撤，各高射砲兵團及獨立高射砲兵營改隸空軍總司令部。
- 1948年成立高射砲兵第一、第二指揮部，隸屬空軍總司令部。
- 1949年10月1日，合併整編高射砲兵第一、第二指揮部成立「空軍高射砲兵司令部」（臺北縣三重埔），隸屬空軍總司令部。
- 1962年4月1日，空軍高射砲兵司令部奉令改銜「空軍防空砲兵司令部」，並於1968年自臺北縣三重埔移駐至臺北市南機場。
- 1972年9月12日，再移駐至桃園縣八德鄉更寮腳八塊機場（懷生機場）忠勇營區（懷德山莊旁）。
- 1991年9月1日，執行「天祥四號演習」，併編空軍警衛指揮部，成立「空軍防砲警衛司令部」，下轄4個防砲警衛指揮部、1個三軍防空砲兵基地訓練中心、1個幹部教育訓練班、14個防空砲兵營、11個警衛營。
- 2006年1月1日，執行「和平專案」，本屬警衛部隊移編憲兵司令部；執行「長泰專案」將飛彈司令部所屬防空飛彈部隊移編本軍，並更銜為「空軍防空砲兵司令部」。
- 2006年3月1日，再奉令更銜為「空軍防空砲兵指揮部」。

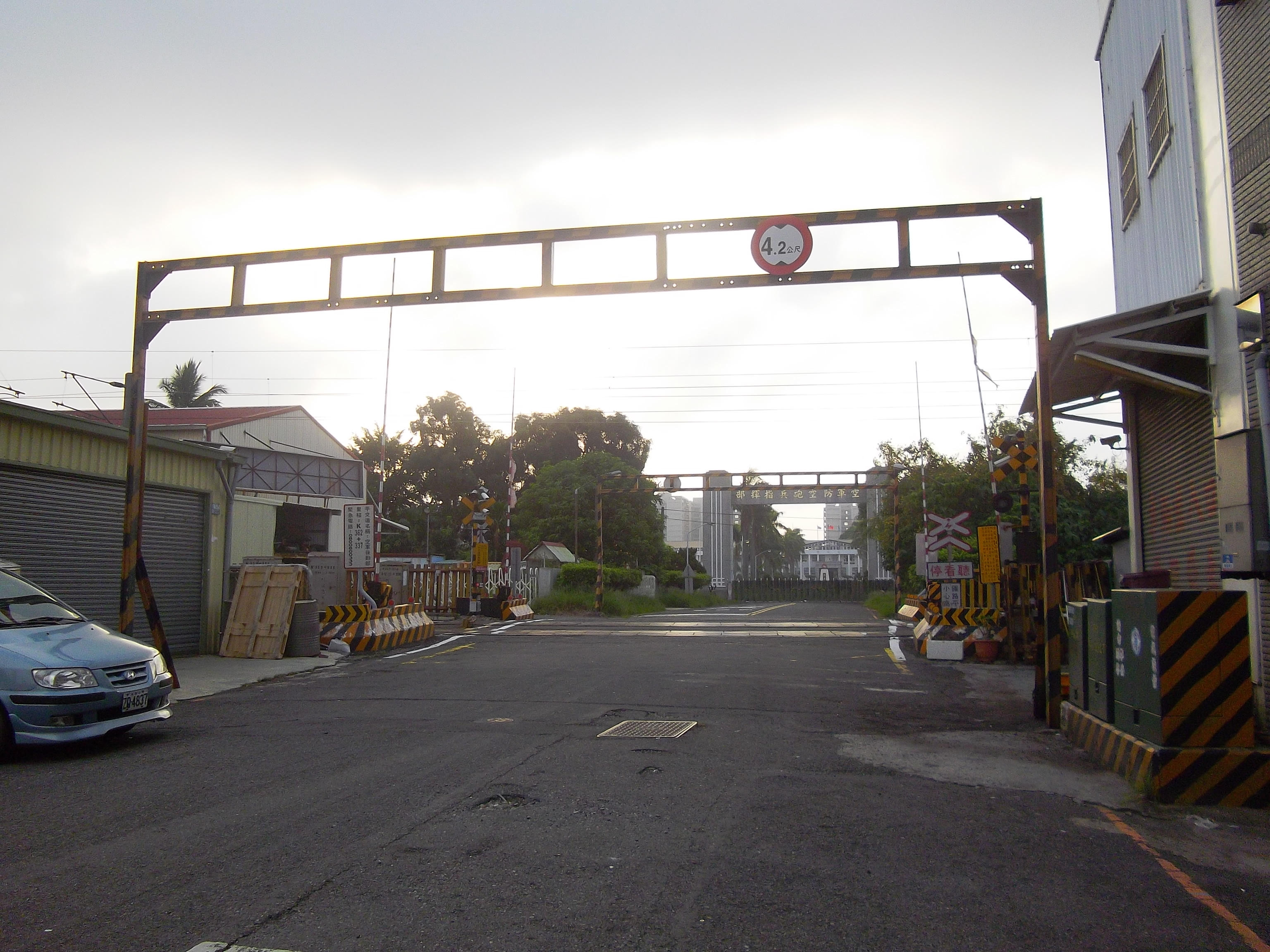
長安營區

- 2006年8月16日，指揮部自桃園縣八德市更寮腳忠勇營區移駐至臺南縣仁德鄉長安營區。
- 2007年7月1日，執行「永固專案」，部隊組織調整，下轄4個防空砲兵旅、1個國軍防空砲兵訓練中心、17個防空砲兵營及1個儀隊連。
- 2011年7月1日，執行「精粹案」第一階段，裁撤防砲208營及213營。
- 2012年2月16日，執行「泰安專案」，本屬中、長程防空飛彈部隊移編國防部參謀本部防空飛彈指揮部。
- 2012年7月1日，執行「精粹案」第二階段，裁撤防砲207營及216營。[1]
- 2013年4月1日，空軍儀隊連移編至司令部下轄。
- 2017年9月1日，為統一指揮體系「空軍防空飛彈指揮部」和「空軍防空砲兵指揮部」兩個「旅」級單位合併整編升格為「軍」級單位，新單位名稱為「空軍防空暨飛彈指揮部」[5]。

## 相關連結
- 空軍防空學校 （页面存档备份，存于）
- 陸軍砲兵訓練指揮部